# 국제예술대학교
국제예술대학교(國際藝術大學校, Kukje Universty of Arts)는 서울특별시 강남구에 위치한 대한민국의 사립 전공대학이다.
1973년 학교법인 백산학원이 설립한 국제고등기술학교가 모태로, 2007년 12월부터 개정된 평생교육법에 의거해 교육부의 허가를 받아 2008년 학교 형태의 평생교육시설로 전환하고 전공대학으로 분류되었다. 국문 약칭으로 국제예대(國際藝大), 국제예술대(國際藝術大) 등이 사용되며, 영문 약칭으로 KAU를 사용하고 있다. 2022년 기준으로, 7개 전문학사 학위 인정의 전공 과정을 운영하고 있다.

## 연혁
1972년 조직된 재단법인 백산학원은, 1973년 국제고등기술학교를 설립하고 같은 해 개교한다. 이는 고등기술학교 과정으로 당시 중등교육기관이었다. 1982년, 현재의 캠퍼스인 서울특별시 강남구 일원으로 학교를 이동시킨다. 2001년, 국제음악예술학교로 교명을 변경하고 예술 계열 고등기술학교로서 명맥을 이어나가게 된다. 2007년, 개정된 평생교육법으로 전공대학 전환을 시도한 끝에 당시 2008년에 교육인적자원부를 통해 인가를 얻어 내 국제예술전공대학으로 학제를 개편하고, 같은 해 국제예술대학으로 교명을 변경한다. 2015년 현재의 교명인 국제예술대학교로 교명을 변경하고 현재에 이르고 있다.

## 교육편제
국제예술대학교는 2022년 기준, 7개 전공을 운영중이며 졸업 시 전문학사에 준하는 학위를 수여한다.